# Seznam hejtmanů Plzeňského kraje
Hejtman Plzeňského kraje je od roku 2000 hlavou Rady Plzeňského kraje, je také hlavou Zastupitelstva Plzeňského kraje, jehož musí být členem.

## Seznam
| Pořadí | Hejtman         | Hejtman          | Strana | Strana | Začátek a konec v úřadu | Začátek a konec v úřadu | Poznámka                                                 |
| ------ | --------------- | ---------------- | ------ | ------ | ----------------------- | ----------------------- | -------------------------------------------------------- |
| 1.     | není foto       | Petr Zimmermann  |        | ODS    | 18. prosince 2000       | 14. listopadu 2008      | 1. rada Petra Zimmermanna 2. rada Petra Zimmermanna      |
| 2.     | Milada Emmerová | Milada Emmerová  |        | ČSSD   | 14. listopadu 2008      | 9. září 2010            | Rada Milady Emmerové                                     |
| 3.     | Milan Chovanec  | Milan Chovanec   |        | ČSSD   | 9. září 2010            | 26. ledna 2014          | 1. Rada Milana Chovance 2. Rada Milana Chovance          |
| 4.     | není foto       | Václav Šlajs     |        | ČSSD   | 27. ledna 2014          | 21. listopadu 2016      | Rada Václava Šlajse                                      |
| 5.     | Josef Bernard   | Josef Bernard    |        | ČSSD   | 21. listopadu 2016      | 8. června 2020          | Rada Josefa Bernarda                                     |
|        | není foto       | Marcela Krejsová |        | ODS    | 8. června 2020          | 12. listopadu 2020      | první náměstkyně dočasně vykonávající pravomoci hejtmana |
| 6.     | není foto       | Ilona Mauritzová |        | ODS    | 12. listopadu 2020      | 14. února 2022          | Rada Ilony Mauritzové                                    |
| 7.     | není foto       | Rudolf Špoták    |        | Piráti | 14. února 2022          | 30. října 2024          | Rada Rudolfa Špotáka                                     |
| 8.     | není foto       | Kamal Farhan     |        | ANO    | 30. října 2024          | úřadující               | Rada Kamala Farhana                                      |